# تاريخ الفاتيكان

علم الفاتيكان.

تاريخ الفاتيكان  (بالإنجليزية: History of the Vatican City) هو تاريخ عاشه سكان الفاتيكان منذ القديم من الأعوام إلى الآن وهو يتميز بعدة مراحل وله تسلسل زمني طويل، الممتد من العصور الأولى نحو العصر الحديث.

## القرون الأولى

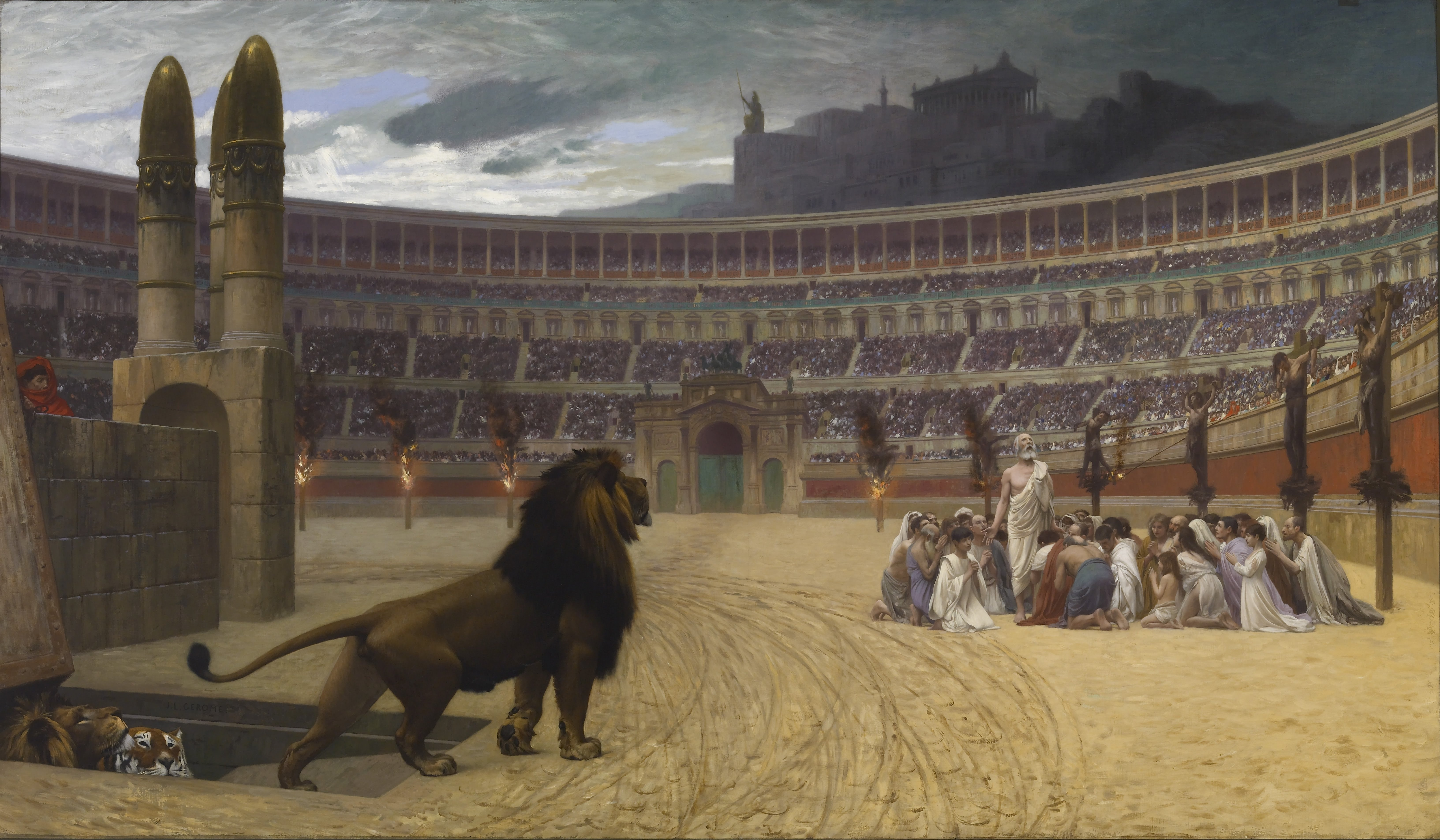
الصلاة الأخيرة لمسيحين خلال أحد حفلات التعذيب في الكولسيوم، روما لوحة لجان ليون جيروم سنة 1834.

بنى الإمبراطور كاليجولا في هضبة الفاتيكان القديمة غير المأهولة بالسكان، خلال القرن الأول، مسرحًا خاصًا شبيهًا بالكولوسيوم، حيث كانت تنفذ مباريات وأعمال عنف ضد المسيحيين تؤدي إلى موتهم، ولذلك فقد ألحقت بها مقابر على مساحات شاسعة، لدفن ضحايا الإعدام العشوائي أثناء الاضطهادات الرومانية في القرون الأولى.
إن أول كنيسة بنيت في الموقع تم تشييدها على النمط الروماني التقليدي للكنائس عام 326 تكريمًا للشهداء المسيحيين بشكل عام وللقديس بطرس الذي شهد الموقع صلبه ودفنه بشكل خاص، وشيّد أول قصر في المنطقة في مرحلة مبكرة، ما يدل على أهميتها بالنسبة للمسيحين منذ القرون الأولى، في النصف الأول من القرن الخامس خلال عهد البابا سيماشوس (498- 514)؛ إن المسيحيين في القرون الثلاث الأولى كانوا جماعة محظورة في ظل الإمبراطورية الرومانية ولم يكن لديهم أي نشاط رسمي أو أبنية واضحة والكثير من الأبنية والكنائس، كانت سرية ومبنية في الضواحي البعيدة عن قلب روما، بيد أن الوضع قد تغير مع مرسوم ميلانو عام 313 والاعتراف بالمسيحية كأحد أديان الإمبراطورية ومنح حقوق لمعتنقيها؛ ومن ثم تحولها إلى دين الإمبراطورية الرسمي في عهد الإمبراطور قسطنطين، الذي قدم قصر لاتران كهدية لأسقف روما، وهو المقر البابوي الأول قبل الانتقال إلى الفاتيكان.

## الولايات البابوية

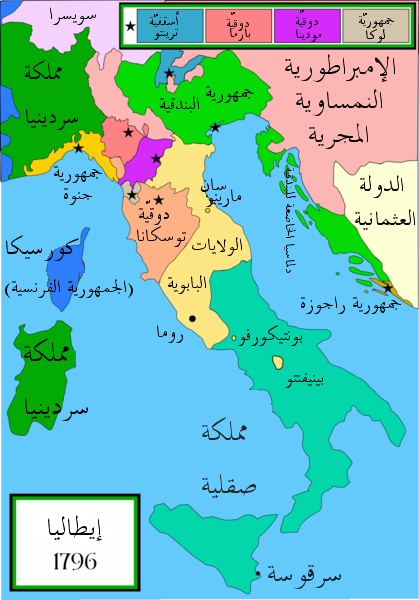
الولايات البابوية باللون البطيخي وسط إيطاليا، نهاية القرن الثامن عشر.

منذ بداية القرن السادس ولمدة تفوق الألف عام، كانت الفاتيكان تسيطر على مناطق واسعة من شبه الجزيرة الإيطالية؛ ودعيت هذه المناطق باسم الولايات البابوية وكانت تخضع مباشرة لحكم الكرسي الرسولي؛ وقد شملت حدود الدولة البابوية إضافة إلى روما مناطق ماركي وأومبريا ولاتسيو؛ وكانت واحدة من ست دول أخرى شكلت فيما بعد إيطاليا المعاصرة.
إن السبب الرئيسي في نشوء الولايات البابوية هو انتقال عاصمة الإمبراطورية الرومانية إلى القسطنطينية، ما أدى إلى ضعف سيادة الإمبراطورية في روما، يضاف إلى ذلك ملكية الكنيسة لمساحات شاسعة من الأراضي الزراعية وأراضي الأوقاف فضلًا عن الأديرة؛ هذه الأملاك حصلت عليها الكنيسة بشكل أساسي من تبرعات الأثرياء والهبات المقدمة في الكنائس، ويضاف إلى هذه الأسباب أيضًا شعبية البابا في روما وتنامي سلطته السياسية؛ ولم يكن تشكيل الولايات البابوية، قد حدث بشكل سلمي، إذ قد اندلع القتال بين البابا غريغوري الثاني والإمبراطور ليون الثالث، وانتهت الحرب لمصلحة البابا، لكن نفوذ القوط أو الإمبراطورية الرومانية المقدسة، كانت قد تزايدت بشكل واسع في أوروبا، وعندما هاجموا إيطاليا، تولى البابا الدفاع عن روما والأراضي المجاورة، واستطاع صد هجوم الإمبراطورية الرومانية المقدسة وأبرم معها اتفاقًا تضمن تراجع القوط عن روما والأراضي المجاورة؛ كذلك فقد تضمن الاتفاق حياد الكرسي الرسولي المطلق فيما يخص النزاع بين القوط والبيزنطيين؛ كانت تلك اللحظة الحاسمة في نشوء الولايات البابوية فعلى الرغم من أنّ هذه الولايات ظلت تتبع نظريًا للإمبراطورية البيزنطية إلا أنها كانت فعليًا قد نالت استقلالها الكامل وأبعدت في الوقت ذاته مخاطر الإمبراطورية الرومانية المقدسة عن حدودها.

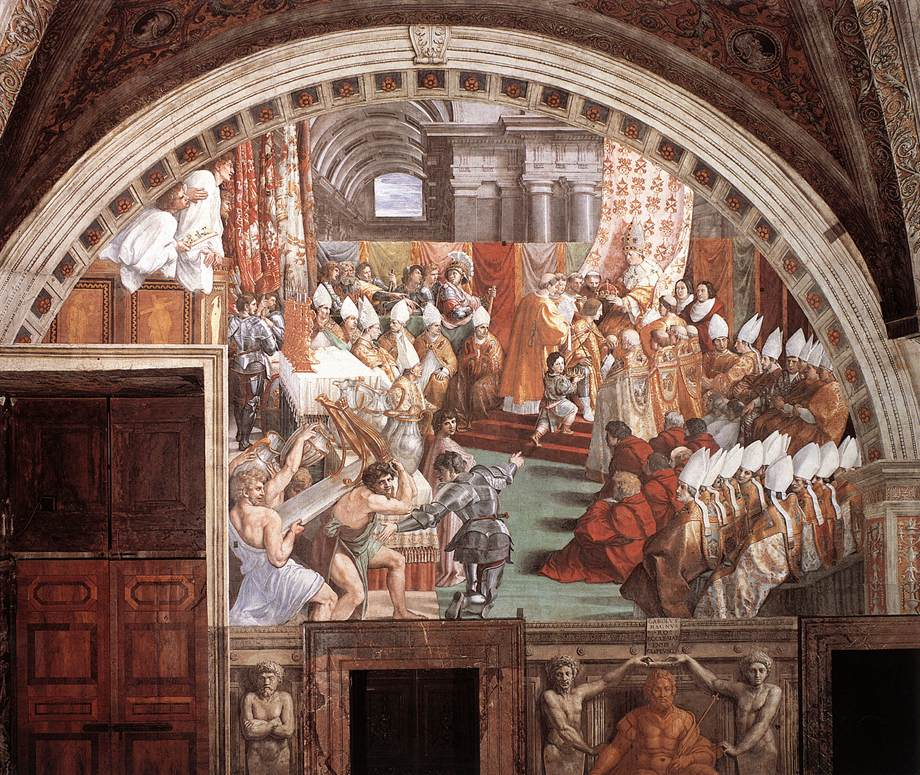
البابا يتوج شارلمان، لوحة لرافائيل تعود للقرن السادس عشر.

إن سياسة العلاقات الجيدة بين الدولة البابوية والإمبراطورية الرومانية المقدسة سرعان ما انهارت في القرن الثامن؛ فقد شجع البابا استيفان الثاني القائد الفرنسي ببيان القصير على خلع ملك فرنسا الميروفرنجي شليدرك الثالث وقام شخصيًا بتتويج ببيان كملك على فرنسا؛ فتوجه ببيان إثر ذلك على رأس جيش ضخم إلى الشمال الإيطالي عام 756، وبدأ حربًا ضد الإمبراطورية الرومانية المقدسة فتراجعت سطوتها عن تلك المناطق، واضطر الإمبراطور شارلمان لترسيم حدود جديدة للولايات البابوية، وبدأ علاقات جديدة جيدة مع الكرسي الرسولي وصلت ذروتها عام 800 عندما قام البابا ليون الثالث بتتويج شارلمان إمبراطورًا للإمبراطورية الرومانية المقدسة.
تلا ذلك في القرن الحادي عشر نداء البابا أوربان الثاني لملوك أوروبا في مجمع كليرمونت عام 1094 لإعلان انطلاق الحملات الصليبية، وساهم نجاح الحملة الصليبية الأولى في ازدياد هيبة البابا السياسية في الغرب وتنامي دوره السياسي وزعامته، ويرجع بعض المؤرخين زمن بروز السلطة الزمنية للبابوات لعهد البابا غريغوري السابع الملقب بالعظيم، ويرى بعض المؤرخين أيضًا أن الملوك حينذاك لم يكونوا أكثر من قواد لجيوشهم فقط، يستثنى من ذلك عدد من أباطرة ألمانيا خصوصًا فريدريش الثاني.
لم تكن الدولة البابوية، خصوصًا في القرنين التاسع والعاشر، دولة مركزية قوية فقد ساد حكم الإقطاع المحليين بنسبة كبيرة، ولم يكن البابا حاكمًا زمنيًا يهتم بالأمور المعيشية والسياسية الداخلية، فسلطته كانت منحصرة في الأمور الخطيرة والسياسة الخارجية إلى جانب الدور الرمزي.
شهدت تلك الفترة جدالًا مستمرًا بين البابوات المتعاقبين وأباطرة الإمبراطورية الرومانية المقدسة الألمان حول زعامة العالم المسيحي، خصوصًا في عهد الإمبراطور أوتو، رغم أن البابوات قد توجوا شخصيًا عددًا من الأباطرة؛ غير أن هذه العلاقة الغير مستقرة لم تتأزم لتصل إلى حالة الحرب أو نزع الاعتراف المتبادل بين الكيانيين. يمكن القول أن ذروتها بلغت حين أقدم الإمبراطور أوتو على خلع البابا يوحنا الثاني عشر وخليفته بندكت الخامس، وتلاه خنق الإمبراطور كريستينوس للبابا بندكت السادس عام 974؛ ومن ثم انقسام البابوية إلى قسمين في القرن الرابع عشر، الأول في روما وينال شرعيته من قبل الإمبراطورية الرومانية المقدسة، والثاني في أفنيغون في الجنوب الفرنسي، وينال شرعيته من سائر أوروبا أي بشكل رئيسي، إسبانيا وفرنسا وانكلترا.(2)

## الانقسام الغربي

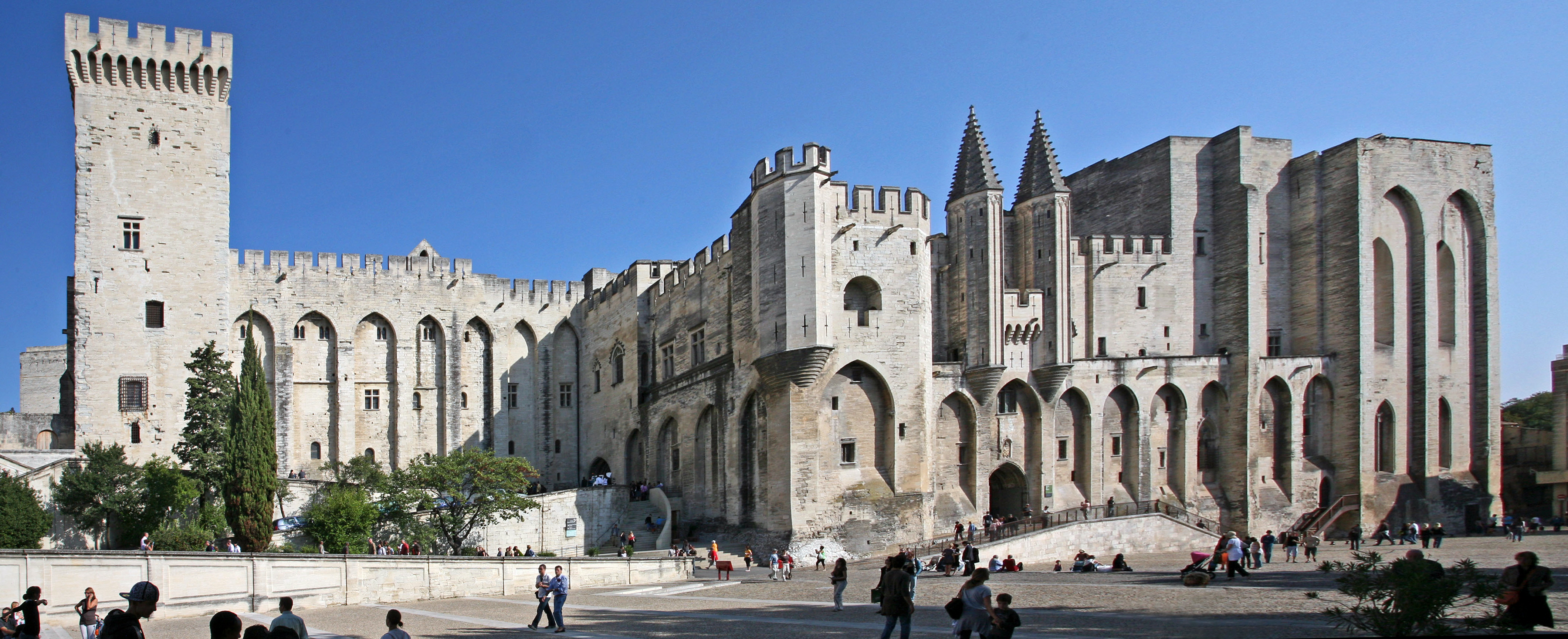
مقر إقامة البابا في أفنيغون بفرنسا، وقد أتبعت لاحقًا بالولايات البابوية.

بدءًا من العام 1305 وحتى عام 1417 اتخذ قسم من البابوات أفنيغون في جنوب فرنسا مقرًا لهم في حين ظل القسم الآخر في روما، وتعترف الكنيسة الكاثوليكية اليوم بشرعية كلا البابوين خلال تلك الفترة، بيد أن بابوات روما كانوا فعليًا تحت سيطرة الأباطرة الرومانيين، ما أدى إلى إضعاف موقعهم. كذلك الحال بالنسبة للولايات البابوية، فعلى الرغم من أن الكيان لم يتم احتلاله وإتباعه للإمبراطورية الرومانية المقدسة، إلا أنّه قد أصبح بحكم الأمر الواقع تابعًا لها. تزامن ذلك مع انتشار الفقر والفوضى واستبداد حكم الإقطاع المحلي. شهدت تلك الفترة عدة محاولات لتحسين الأوضاع، غير أنها عمومًا كانت ذات أثر محدود. أبرز المحاولات الإصلاحية صدور المدونة القانونية أو دستور الخاص بالولايات البابوية (باللاتينية: Sanctæ Constitutiones Matris Ecclesiæ) عام 1357، وظل العمل بهذا الدستور ساريًا حتى استبداله العام 1816. وبالتالي تكون الفاتيكان من أوائل دول العالم التي وضعت دستور منظم لحياتها السياسية والاجتماعية.
حاول بعض بابوات أفنيغون العودة إلى روما، منهم البابا أوربان الخامس عام 1367 لكن عملية إعادة الوحدة لم تكن قد نضجت بعد، فاضطر البابا إلى العودة إلى فرنسا عام 1370 واستقر مجددًا في أفنيغون التي كانت قد أعلنت جزءًا من الولايات البابوية، وقد ظلت تابعة لها حتى بعد عودة البابا إلى روما، ولم تعد لحكم الدولة الفرنسية إلا في أعقاب الثورة الفرنسية عام 1789.
بدءًا من عام 1378 تعددت محاولات السيطرة على الكرسي البابوي بين الأباطرة والطامعين في الحصول على الكرسي الرسولي، يطلق على هذه الفترة من تاريخ الفاتيكان عمومًا اسم «الجدل الكبير» الذي حُلّ أخيرًا عام 1417، من خلال مجمع كونستانس والذي انتخب في أعقابه البابا مارتن الخامس حبرًا للكنيسة الكاثوليكية جمعاء، منهيًا بذلك حوالي قرن من الانشقاق.

## عصر النهضة

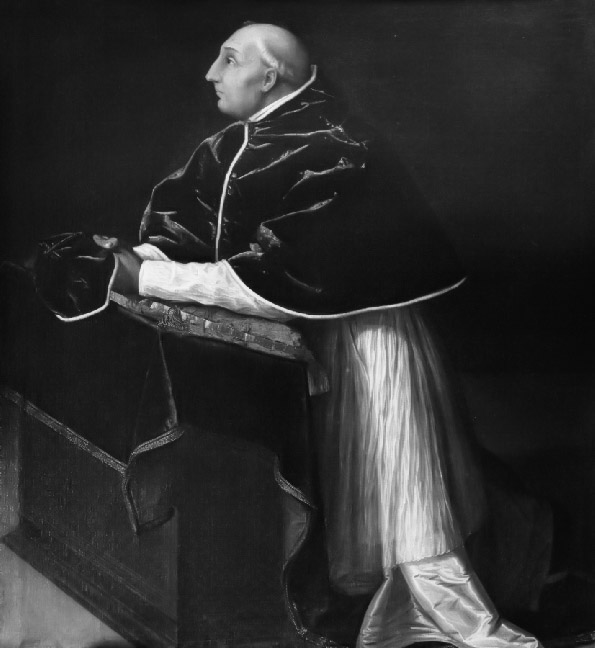
البابا مارتن الخامس (1417 -1431)، انتهت بانتخابه مرحلة الانشقاق الغربي.

انتهت مرحلة الخلافات السياسية والانشقاقات وسادت مرحلة جديدة من ريادة التطور والأدب والثقافة والاختراعات العلمية التي قادت الفاتيكان دفتها خلال عصر النهضة؛ فأسست الفاتيكان جامعات باريس وفلورنسا وميلانو وعددًا آخر كبير من الجامعات الأقل شهرة. وافتتحت مكتبة الفاتيكان التي ضمت أعدادًا هائلة من المخطوطات والكتب النفيسة خصوصًا إثر سقوط القسطنطينية بيد السلطان محمد الفاتح العثماني، وتهريب نفائس المدينة وكنوزها نحو أوروبا.
بدأت عام 1513، خلال حبرية البابا يوليوس الثاني، عملية بناء الفاتيكان بالشكل المتعارف عليه اليوم، من خلال بناء كاتدرائية القديس بطرس والكنيسة السيستينية وغيرها من المباني، وقد استكمل خليفة البابا يوليوس الثاني، البابا ليون العاشر، عملية الإعمار هذه. سوى ذلك فإن أعظم فناني عصر النهضة كليوناردو دا فينشي وميكيلانجيلو ورافائيل وميكافيللي وساندرو بوتيتشيلي وبيرنيني؛ كان الفاتيكان قد أبرم معهم عقود احتكار مدى الحياة. إن أغلب التحف الفنية القائمة حتى اليوم في مختلف أنحاء أوروبا والتي تعود لعصر النهضة، يعود الفضل في بنائها لتشجيع بابوات ذلك العصر.
ساهم نجاح الفتوح في إسبانيا وتلاه اكتشاف العالم الجديد في تأمين الموارد المالية اللازمة لعصر النهضة، وغالبًا ما كانت الحملات الاستكشافية تتم بمباركة الفاتيكان ما أدى إلى تدفق الذهب نحو إيطاليا، وتحولت المدن الإيطالية وعلى رأسها روما إلى عواصم الثقافة العالمية، التي أخذت بشكل خاص طابع الجامعات والمستشفيات والنوادي الثقافية؛ وتطورت تحت قيادة الفاتيكان أيضًا مختلف أنواع العلوم خصوصًا الفلك، والرياضيات، والتأثيل، والفلسفة، والبلاغة، والطب، والتشريح، والفيزياء خصوصًا الأرسطوية (أي المنسوبة إلى أرسطو)، والفيزياء المكيانيكية خصوصًا أدوات الحرب، إلى جانب العمارة والكيمياء والجغرافيا والفلسفة وعلوم النبات والحيوان.
يمكن أن يذكر بشكل خاص كداعمين للفنون والعلوم كل من البابوات: إينوسنت الثامن وإسكندر السادس وبيوس الثاني ويوليوس الثاني وليون العاشر وأدريان السادس وكليمنت السابع وبولس الثالث.

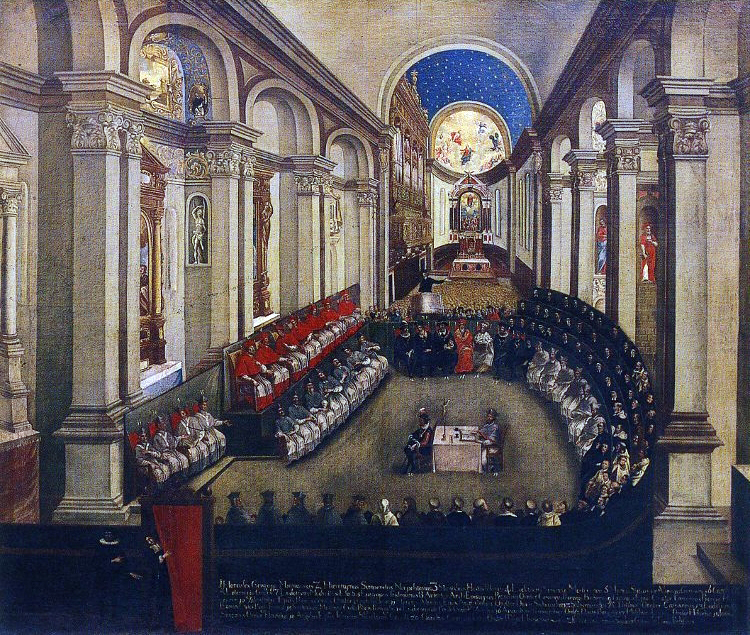
افتتاح مجمع ترنت في كنيسة سانتا ماريا دي ماجيوري عام 1523 خلال حبرية بولس الثالث.

بيد أن السمعة الأخلاقية لبعض هؤلاء لم تكن كما يليق “للحبر الأعظم” أن تكون، فنسب البعض لإسكندر السادس وجود عدد من الخليلات له، وأخذ على يوليوس الثاني شبقه نحو الحروب خصوصًا تلك التي قادها في مواجهة إمارة البندقية، وأخذ أيضًا على ليون العاشر ولعه الشديد بالعمارة ووضعه صكوك الغفران(3) لتأمين التمويل اللازم لاستكمال المشاريع العمرانية الفنية الضخمة، إثر تراجع كمية الذهب المورد إلى أوروبا عن طريق البعثات الاستكشافية. يذكر أن الأوضاع الاقتصادية كانت مزرية للغاية قبل عصر النهضة خلال القرن الثالث عشر.
كانت رعاية الفاتيكان للعلوم قد بدأت واستمرت طوال القرنين الثاني عشر والثالث عشر وتمثلت في ترجمة الكتب الفلسفية وكتب علم الاجتماع عن طريق بيزنطة من ناحية وعن طريق قرطبة والأندلس من ناحية أخرى؛ أغلب هذه الأعمال كانت أعمال الفلاسفة اليونان القدماء، أمثال أرسطو وأفلاطون وتعليقات عدد من العلماء والفلاسفة العرب عليها أمثال ابن رشد وابن خلدون؛ وقد كانت الأديار ومكتباتها هي المراكز العلمية الرائدة والجامعات الكبرى في أوروبا خلال تلك الفترة.
شهدت مرحلة عصر النهضة أيضًا، الانشقاق البروتستاني في ألمانيا، وانعقاد مجمع ترنت الإصلاحي الذي امتدّ أكثر من عقدين من الزمن، والذي واكب فيه الفاتيكان التطور العلمي السائد في أوروبا على المستوى الديني، فتمّ مكافحة الفساد الذي أخذ بالظهور ضمن البلاط البابوي، وتمت مأسسة الكنيسة بشكل جيد وحديث، وتمت عقلنة الممارسات المسيحية الكنسية، استنادًا على الفلسفة خصوصًا فلسفة أرسطو؛ كذلك فقد شهدت تلك الفترة ميلاد عدد من المؤسسات الرهبانية الكاثوليكية الفاعلة حتى اليوم، والتي لعبت عظيم الأثر في تاريخ الفاتيكان، واعتلى عدد من رهبانها ما يدعوه ويل ديورانت أقدم عرش في العالم، أمثال، الرهبنة اليسوعية، والفرنسيسكانية.

## العصور الحديثة

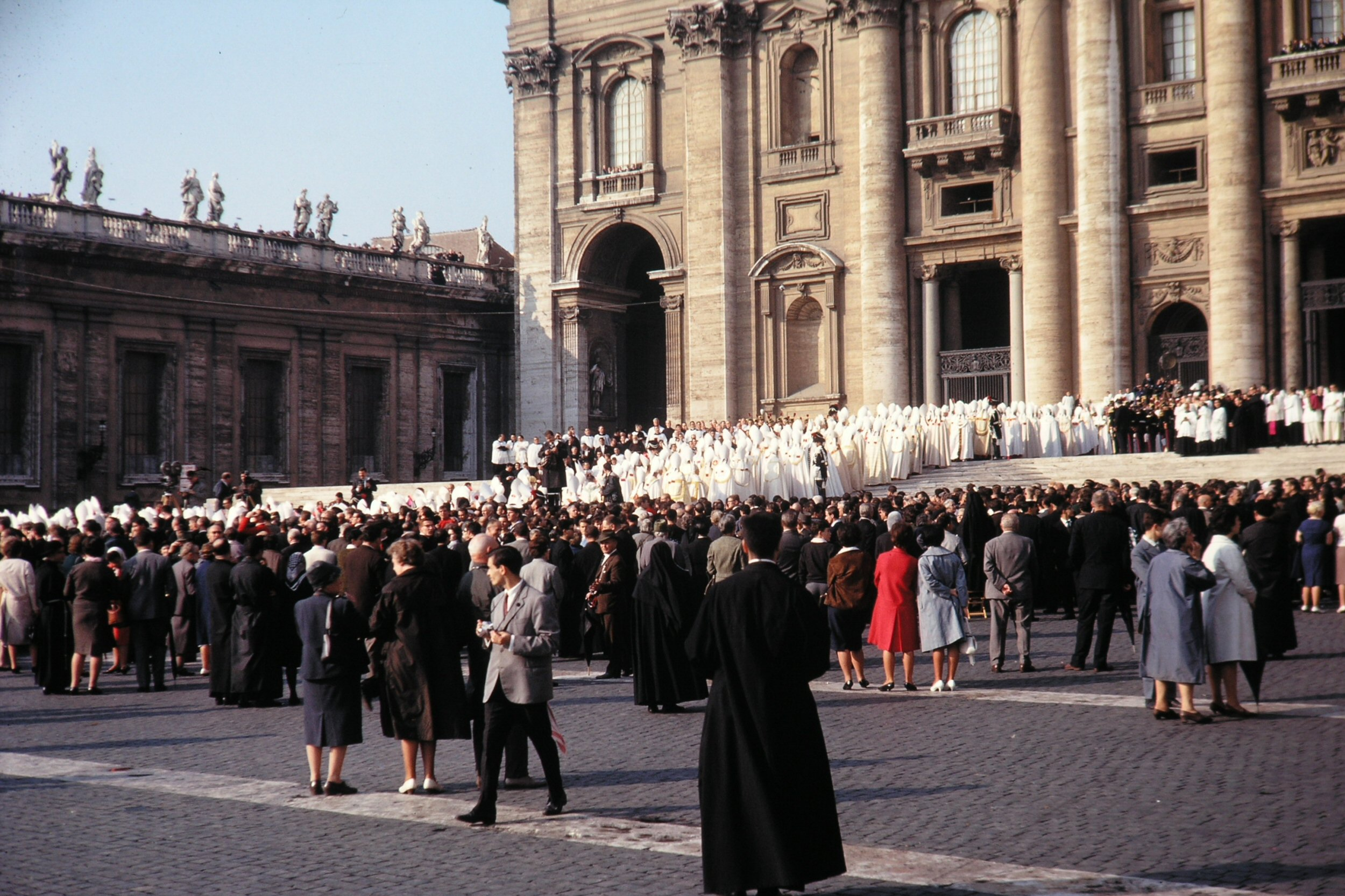
افتتاح أعمال المجمع الفاتيكاني الثاني عام 1962.

كانت الثورة الفرنسية وحملات نابليون بونابرت على إيطاليا خلال القرن الثامن عشر شديدة الوطأة على الولايات البابوية وعلى الفاتيكان، ورغم أنّ هذا الخطر قد زال مع سقوط دولة نابليون عام 1816 والمحاولات الإصلاحية الليبرالية التي قام بها البابا غريغوري السادس عشر إثر ارتقاءه السدّة البابوية، إلا أنّ عصر القوميات وتنامي فكرة القومية الإيطالية بشكل مطرد منذ عام 1814، ومن ثم تفاقم عقيدة القومية الإيطالية أدت في النهاية إلى إعلان المملكة الإيطالية الحرب على الفاتيكان عام 1870.
اجتاحت القوات الإيطالية أراضي الولايات البابوية، وفرضت الحصار على روما في 19 أيلول 1870، ورفض البابا بيوس التاسع استعمال أي قوة عسكرية باستثناء بعض المقاومة الرمزية التي أبداها الحرس السويسري، فسقطت المدينة يوم 20 أيلول دون مقاومة تذكر؛ وجرى استفتاء عام في تشرين الأول جرى من خلاله ضم الدولة البابوية إلى المملكة الإيطالية، رغم ذلك فإن الفاتيكان والمباني المحيطة به ظلت ذات حكم خاص في ظل هذا الوضع الذي دعي به البابوات بشكل مجازي «سجناء روما»؛ واستمرت العلاقة بشكل غير منظم قانونيًا حتى عام 1929 حين أبرمت اتفاقيات لاتران الثلاثة، التي أوجدت الفاتيكان بالشكل المتعارف عليه اليوم، ونظمت التعاون السياسي، الاقتصادي والأمني بين إيطاليا والفاتيكان.
خلال العصور الحديثة، شهدت الفاتيكان استضافة مجمعين كبيرين وهامين في تاريخ الكنيسة الكاثوليكية وعلاقاتها ورؤيتها للعالم، هذين المجمعين هما المجمع الفاتيكاني الأول بدعوة من البابا بيوس التاسع عام 1869 وختم أعماله عام 1870. والمجمع الفاتيكاني الثاني بدعوة من البابا يوحنا الثالث والعشرون عام 1963 وختم أعماله خلال حبرية بولس السادس عام 1965، واضعًا أسسًا وقواعد جديدة لتنظيم الكنيسة الكاثوليكية.

## أعلام تاريخية

علم الفاتيكان عام 1808.[42]
علم الفاتيكان بين أعوام 1808-1870.[42]

## اُنظر أيضًا
- الفاتيكان.
- المرأة في الفاتيكان.
- ثقافة الفاتيكان.